# Pygopleurus diffusus
Pygopleurus diffusus är en skalbaggsart som beskrevs av Rudolph Petrovitz 1957. Pygopleurus diffusus ingår i släktet Pygopleurus och familjen Glaphyridae. Inga underarter finns listade i Catalogue of Life.